# Северо-Сталиногорский
Северо-Сталиногорский — упразднённый рабочий посёлок в Тульской области, Россия. В 1959 году включен в состав города Сталиногорск и исключен из учётных данных.

## География
В настоящее время представляет собой северную часть города Новомосковск, примыкающую к Шатскому водохранилищу.

## История
В соответствии с Указом Президиума Верховного Совета РСФСР № 741/10 от 1 августа 1958 года и решением Тульского областного Совета депутатов трудящихся № 12-550 от 1 августа 1958 года в Тульской области был образован Сталиногорский район с центром в городе Сталиногорске. В состав Сталиногорского района вошли пригородная зона города Сталиногорска и территория Гремячевского района, в связи с чем Гремячевский район был упразднён.
Указом Президиума Верховного Совета РСФСР № 742/5 от 30 сентября 1958 года городской район города Сталиногорска был упразднён. В связи с упразднением Сталиногорского района городского подчинения решением исполнительного комитета Тулоблисполкома № 14-776 от 1 октября 1958 года территория упразднённого Сталиногорского района городского подчинения была отнесена к категории рабочих посёлков с присвоением ему наименования — Северо-Сталиногорский. Северо-Сталиногорский поселковый Совет депутатов трудящихся административно был подчинён Сталиногорскому горисполкому. 
На основании решения Исполнительного комитета Тулоблисполкома № 1-30 от 13 января 1959 года и решения Исполнительного комитета Сталиногорского городского Совета депутатов трудящихся № 71 от 4 февраля 1959 года «Об упразднении поселкового Совета в Северо-Сталиногорском посёлке» с 15 февраля 1959 года в Северо-Сталиногорский поселковый Совет был упразднён.

## Инфраструктура
В посёлке действовали угольные шахты №№ 1, 2, 3 Выглядовского месторождения